# Hormopeza copulifera
Hormopeza copulifera är en tvåvingeart som beskrevs av Axel Leonard Melander 1927. Hormopeza copulifera ingår i släktet Hormopeza och familjen dansflugor. Enligt den svenska rödlistan är arten sårbar i Sverige. Arten förekommer i Svealand och Nedre Norrland. Artens livsmiljö är skogslandskap. Inga underarter finns listade i Catalogue of Life.